# Ahn Jae-Hwan
Ahn Jae-hwan, född 8 juni 1972, död 22 augusti 2008, var en sydkoreansk skådespelare.
Ahn hittades död i sin bil den 22 augusti 2008, men den exakta tidpunkten för hans död har inte avslöjats; polisen bekräftade att han hade dött flera dagar tidigare eftersom hans kropp redan höll på att förfalla. Det anses vara ett fall av självmord genom kolmonoxidförgiftning. Han var 36 år gammal.

## Filmografi
- The Record (2000)
- Show Show Show (2003)
- Beautiful Temptation (2004)
- Honest Living (2002)
- Cha Ki-bum (2001)
- Outing (2001)
- Mother and Sisters (2000)
- She’s The One (2000)
- You’re One of A Kind (1999)
- Myth of a Hero (1997)
- Medical Brothers (1997)
- LA Arirang (1995)